# Feldpost der Briten in Deutschland nach dem Ersten Weltkrieg 1918–1935
Die ersten Anfänge einer britischen Feldpost gehen auf das Jahr 1795 zurück, als für Soldaten und Seeleute das Ein-Penny-Porto eingeführt wurde. Zur damaligen Zeit war dies ein Porto, das sehr deutlich unter den üblichen Sätzen lag. Dieser Tarif wurde erst am 16. August 1920 abgeschafft. Seinen praktischen Nutzen hatte er jedoch bereits verloren, als am 31. August 1914 die Portofreiheit für Soldaten eingeführt wurde. Eine erste Form des Feldpostdienst wurde 1799 für die Truppen und Mannschaften vom General Post Office, also von der öffentlichen Postverwaltung, eingerichtet. Dieser Dienst war unter anderem auch im Krimkrieg (1853–1856) gegen Russland tätig. Mitglieder der Armee, die Post Office Rifle Volunteers, organisierten 1882 einen Feldpostdienst für die Truppen in Ägypten. Das Army Post Office Corps, wie die Einheit umbenannt wurde, war im Sudan (1885) und Südafrika (1899–1902) sowie bei Manövern im Einsatz. Im Jahre 1905 wurde von älteren Mitgliedern dieser Einheit Kritik an der Vorbildung und Ausbildung dieser Einheit geübt. Nach langen Beratungen wurde eine völlige Umorganisation beschlossen.

## Hintergrund
Es kam am 28. Februar 1913 zur Gründung der Special Reserve Postal Section innerhalb der Royal Engineers. Die Grundlage für den Dienst enthielt das „Manual of Army Postal Service, War, 1913“. Für den Telegraphendienst wurde gleichzeitig die Signal Section gegründet. Zur Stammeinheit der Postal Section gehörten 10 Offiziere mit 290 Mann, vorgesehen für die Postversorgung von sechs Divisionen. Sie erhielten eine gründliche Ausbildung, zum Beispiel bei Expeditions-Truppen in Übersee und/oder bei Manövern. Reservisten dieser Einheiten wurden jährlich einmal zu 15-tägigen Übungen einberufen.
Die Leitung des Postal Service lag beim Direktor of the Army Postal Service (D.A.P.S.), unterstützt durch den Deputy Direktor (DDAPS), stationiert beim Hauptquartier der Expeditions-Armee. Bei den Stäben waren dann noch Assistant-Direktoren tätig.
Der Krieg begann am 1. August 1914. Im Juni 1914 waren, wie zufällig, 41 Ausrüstungskisten für den Einsatz neu zu bildender F.P.O's (Field Post Offices) bestellt worden. Sie enthielten alle notwendigen Formulare, Postdienstumschläge, Feldpoststempel, eben alles, was man zur Erstausstattung für notwendig hielt. Das Personal des R.E.P.S (Royal Engineers Postal Service) wurde aufgestockt. Jede Einheit hatte einen oder mehrere Stempel mit Unterscheidungsbuchstaben oder -Ziffern.

## Die Rheinlandbesetzung
Bis zum Waffenstillstand am 11. November 1918 waren noch keine britischen Truppen in Deutschland einmarschiert. Die 4. Armee blieb in der Nähe von Namur in Belgien. Teile der britischen 2. Armee wurden seit dem 17. November auf Grund der Beschlüsse der Waffenstillstands-Kommission in Richtung Deutschland verlegt.
Als erste britische Einheit überschritt am 1. Dezember 1918 die 1st. Cavalry Division die deutsche Grenze und marschierte am 6. Dezember 1918 in Köln ein. Das Armeehauptquartier befand sich am 9. Dezember in Düren und am 19. Dezember in Köln. Seit dem 21. Dezember war das Armeehauptquartier mit dem Nachschub und der Transporteinheit in Köln vereinigt. Das Hauptquartier des britischen Kontingents befand sich seitdem in Köln.
Die Zuordnung der Stempelinschrift zu einer Einheit oder einem Standort für die Zeit vor dem 17. März 1919 ist noch sehr unsicher.
Im Februar 1919 begann die Britische Expeditions-Armee (B.E.F.) (Zweite Armee) mit der Neuorganisation. Bis November 1919 war die Demobilisierung der Truppen abgeschlossen. Die Divisionen waren nach England zurückbeordert oder aufgelöst worden. Übrig blieben die „Independent Division“, hauptsächlich gebildet aus Einheiten der 29. Division, und die „Rhine Garrison“. Sie wurde im Februar 1920, nach Inkrafttreten des Versailler Vertrages, aufgelöst.
Die französischen, belgischen und britischen Besatzungstruppen hatten nach fünf Jahren die erste Zone des Rheinlands, den Brückenkopf Köln, zu räumen. Dies war im Versailler Vertrag so vereinbart worden. Auf französische Einwände hin wurde dies um 1 Jahr verzögert.

## Die Kanadier
Im November 1918 war das Kanadische Korps, bestehend aus den Divisionen 1, 2, 3 und 4 und den dazugehörigen Korpstruppen in Belgien bzw. in Frankreich zur Unterstützung der Britischen Armee gegen Deutschland eingesetzt. Am Morgen des 4. Dezember um 9 Uhr überschritten die 1. und 2. Kanadische Division die deutsche Grenze. In der Nacht des 10. Dezember erreichte die Kavallerie das westliche Rheinufer. Das Hauptquartier der 1. Kanadische Division wurde in Köln, das der 2. Division und der Korps-Truppen in Bonn eingerichtet. Das eigentliche Besatzungsgebiet war der südliche Teil des Kölner Brückkopfes. Die 1. Kanadische Division begann bereits am 14. Januar 1919 mit dem Rückzug auf Belgien. Die 2. Division folgte zehn Tage später und war am 28. Januar vollständig in Belgien
Kanadische Feldpost
Die kanadischen Truppen konnten sowohl das britische Army Post Office in Köln (APO S. 40, ohne Unterscheidungsmerkmal), als auch APO S. 22 in Euskirchen benutzten. Die anderen APO’s in Deutschland sind erst nach dem Abzug der Kanadier eröffnet worden. Möglich war auch die Abstempelung durch das T.P.O. (Travelling Post Office) zwischen Köln und Boulogne in Frankreich. Diese Bahnpost wurde am 8. Januar 1919 eingerichtet, also eine Woche vor Rückzug der 1. Kanadischen Division.

Vermutliche Verwendung kanadischer Feldpost

Zusätzlich ist der (ex) Stempel angegeben, der der Einheit ursprünglich zugeordnet war. Die britischen FPO’s/APO’s hatten aus Sicherheitsgründen 1916 ihre Stempel untereinander ausgetauscht, somit ist eine genaue Zuordnung auch hier fragwürdig. Dieser Austausch kam auch mit den kanadischen und neuseeländischen Ämtern zustande. Die angestammten Stempel kamen wahrscheinlich in Deutschland nicht mehr zum Einsatz, da die Kanadier den Kölner Brückenkopf bereits verlassen hatten, oder im Begriff waren dies zu tun, als der Austausch stattfand.

## Die Neuseeländer
Eine Neuseeländische Division nahm ebenfalls an der Besetzung Deutschlands teil. Die NZ-Division unterstand seit November 1918 dem II. Korps der britischen 2. Armee. Sie verließ am 28. November 1918 Beauvois in Richtung Deutschland, überschritt die Grenze bei Herbestal am 20. Dezember 1818, und stieß weiter auf Köln vor. Während das Hauptquartier in Leverkusen aufgeschlagen wurde, lag die 1. Brigade in Leichlingen (Rheinland), die 2. Brigade in Köln-Mülheim und die 3. Brigade in (5060) Bensberg bei Bergisch Gladbach. Eine Artillerie-Einheit folgte am 26. Dezember nach und bezog Quartier auf der anderen Rheinseite bei Deutz und Mülheim.
Eine Neuseeländische Infanterie-Brigade erreichte Köln am 23. Dezember 1918 und schlug ihr Hauptquartier in Köln-Holweide auf. Am 4. Januar 1919 wurden das 1. und 2. Bataillon in das Schloss nach Bensberg verlegt. In diesem Schloss befand sich vor dem Krieg eine Kadettenanstalt. Das 3. und 4. Bataillon nahmen Quartier in Köln-Dellbrück bzw. in Köln-Dünnwald. Ab Anfang Januar 1919 wurde die Neuseeländische Division in Deutschland abgelöst und nach Hause befördert. Die 3. Brigade in Bensberg wurde Mitte Januar aufgelöst. Es folgte Anfang Februar die 2. Brigade in Mülheim. Die 1. Brigade wurde Mitte Februar von Leichlingen nach Bensberg verlegt. Am 9. März 1919 wurden alle noch übrigen Einheiten in Mülheim zusammengezogen. Etwa 700 Mann verließen am 25. März 1919 Deutschland.
Neuseeländische Feldpost
Wie alle britischen Einheiten brachte auch die Neuseeländische Division die in Frankreich verwendeten Feldpoststempel mit. Es waren dies die Stempel mit den Nummern FPO 96, 98 & 99. Später, wahrscheinlich Mitte Februar 1919, kehrte man zur Verwendung der im Oktober 1916 umverteilten Stempel der „Z“-Serie zurück. Gemessen an der geringen Anzahl Neuseeländer und der kurzen Verweildauer im Rheinland, sind diese Belege selten.

## Britische Feldpost
Die Verringerung der Armee auf Friedensstärke traf auch den Army Postal Service. Er wurde auf den Stand von 1914 zurückgeführt. Besondere Bedingungen galten für die Postversorgung der „British Army of the Rhine“. Die Postversorgung lief aber nun über feste Feldpostämter in den Garnisonen, sie waren nicht mehr den Einheiten zugeordnet.
Anfang 1919 wurde in Köln das Truppen-Hauptquartier für die Britische Zone eingerichtet. Der Royal Engineers Postal Service wurde beauftragt, den Postdienst für diese Truppen zu regeln und zu leiten. Als weitere Aufgabe kam die Entsendung von Feldposten zu Einsätzen in den Abstimmungsgebieten hinzu. Diese Dienste wurden in Zusammenarbeit mit der örtlichen Post betrieben. Der Royal Engineers Postal Service war berechtigt, Vorschriften für die Durchführung von Zensurmaßnahmen zu erlassen und Anweisungen für das Anhalten der Post zu geben.
Die British Army of the Rhine bestand anfangs aus 11 Infanterie- und einer Kavallerie-Division. Für den Postdienst waren gegen Ende des Krieges 700 Offiziere und Mannschaften im Einsatz. Weder die Armee noch die Britische Postverwaltung wollten den Verbleib der Postbeamten im Army Postal Service. Die Britische Post wünschte die Rückkehr ihrer Beamten in den zivilen Postdienst, während die Armee die Mitglieder, die weder Freiwillige noch reguläre Soldaten waren, auch gar nicht halten wollte. Die Postal Section entstand. Die Leitung bestand aus Offizieren und Unteroffizieren, während die unteren Ränge nach und nach durch Infanteristen ersetzt wurden.
Bis 1923 war die Zahl der Besatzungstruppen weiter stark reduziert worden. Der Postal Section arbeitete im ersten stationären Postamt, das bereits im Dezember 1918 als „ARMY POST OFFICE S. 40“ beim deutschen Hauptpostamt in der Stolkgasse in Köln, im Gebäude der Ober-Post-Direktion in der Nähe des Bahnhofs, eingerichtet worden war. Hier war die Zentrale des Army Postal Service für die Truppen in Deutschland und der British Army of the Rhine. Alle weiteren stationären Feldpostämter in den verschiedenen Standorten waren ihr unterstellt.
Im Januar 1926 verließ daher die Britische Rheinarmee Köln und zog in die Gegend südlich von Wiesbaden (heutiges Europaviertel). Dort verblieb sie bis zum völligen Rückzug aus Deutschland im Dezember 1929.
Zwar gehörte Wiesbaden, mit dem Brückenkopf (Mainz-Kastel) von Mainz, zur französischen Besatzungszone. Die britische Regierung wollte aber den französischen Truppen das Feld nicht alleine überlassen, nachdem 1923 bereits die Amerikaner ihre Besatzungszone zugunsten Frankreichs aufgegeben hatten und auch die Belgier nur noch über wenige Einheiten im Rheinland verfügten.

## Die stationären britischen Feldpoststempel A.P.O

Verwendung der britischen Feldpoststempel

Schon sehr früh nach dem Einmarsch britischer Truppen in Deutschland wurden zusätzlich zu den Feldpoststempeln der Einheiten (FPO's) stationäre Feldpostämter (APO's) eingerichtet, die eine Garnison mit Post zu versorgen hatten. Die Feldposten der Einheiten verloren einen Teil ihrer Aufgaben und wurden nach und nach aufgelöst. Die stationären Feldpostämter verwendeten Zweikreisstempels mit der Inschrift: „ARMY POST OFFICE“ anstelle von „FIELD POST OFFICE“, unten stand der Buchstabe „S“ (=Stationary), gefolgt von einer Nummer.

### Kölner Zeit (Dezember 1918 bis Januar 1926)
Eine der ersten Stempelformen waren Maschinenstempel, die nur kurze Zeit in Köln Verwendung fanden. Es sind nur Abschläge von Mai 1919 bis März 1920 bekannt. Es können drei Stempel unterschieden werden. Zwischen der Bezeichnung „A.P.O. S. 40“ und dem Datum (z. B. „14 MAR 20“) ist entweder kein Unterscheidungsbuchstabe oder aber der Buchstabe „A“ oder „B“ enthalten.
An den Schaltern des Feldpostamts „S. 40“ war der englische Zweikreisstempel mit den Maßen 26 mm außen und 16 mm innen im Einsatz. Diese Stempelform ist bekannt ohne oder mit einem vier-(+) oder sechs-(*) strahligem Stern oberhalb des Datums. Beide Formen wurden beim APO S. 40 verwendet. Anstelle des Sterne sind auch Ziffern oder Buchstaben bekannt. Die gleiche Stempelform mit Buchstaben „A“, „B“ und „C“ oberhalb des Datums (anstelle des Sterns) wurde in den Nebenpoststellen verwendet.

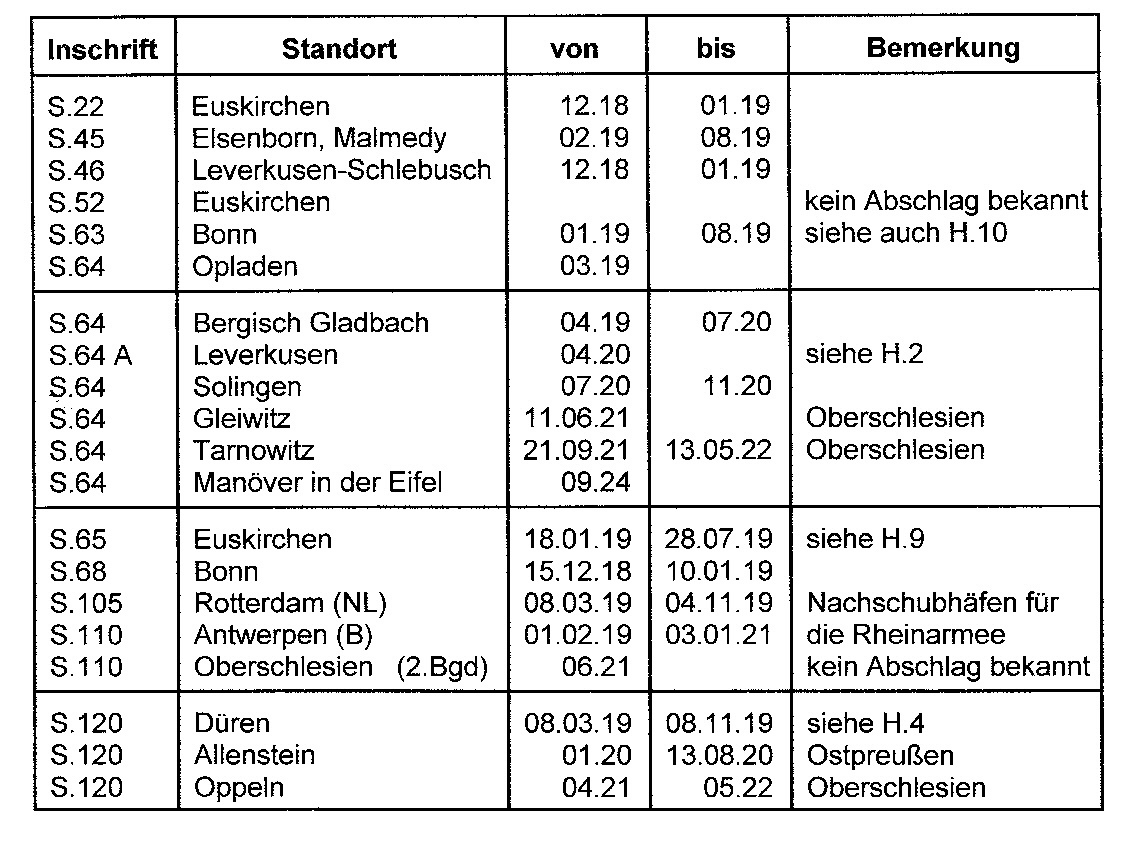
Verwendung stationärer Feldpoststempel

### Wiesbadener Zeit (Januar 1926 bis Dezember 1929)
Die britischen Truppen wurden im Januar 1926 in die Gegend von Wiesbaden (siehe u. a. heutiges Europaviertel in Wiesbaden)verlegt. Zu diesem Zeitpunkt waren alle FPO's bei den Einheiten bereits lange geschlossen worden. Die stationären APO's waren seit 1922 Zweigpostämter des Hauptpostamts S. 40 in Köln und benutzten ebenfalls S. 40 Stempel mit Unterscheidungsbuchstaben. Alle Einkreis- und Zweikreisstempel kamen natürlich mit.

### Army Courier Service
Verlangte schon die Einrichtung eines eigenen Postdienstes für die British Army of the Rhine eine neue Konzeption, so musste der Army Courier Service völlig neu entwickelt werden. Aus dieser Zeit ist der Stempel „ARMY POST OFFICE S.5.“ bekannt. Vom April 1920 ist ein Stempel (Typ 1) mit der Inschrift „ARMY COURIER OFFICE“ bekannt, der seinem Aussehen nach aus deutscher Produktion stammen könnte und, bis zum Eintreffen des neuen Stahlstempels (Typ 2) aus England, als Aushilfsstempel diente.
Im Mai 1922 wurde das ARMY COURIER OFFICE ein Zweigpostamt des Hauptfeldpostamts in Köln und verwendete den Einkreisstempel (23 mm) „ARMY POST OFFICE S.40“ mit Kennbuchstaben „B“ über dem Datum. Über dieses Feldpostbüro, bei der Britischen Kontroll Kommission in Berlin liefen nun die Kuriersendungen. Damit oblag auch die Beförderung bis Berlin dem Army Postal Service. Das Office in Berlin war von Anfang bis Ende nur als Army Courier Office bekannt.
Die Admiralität und das Kriegs-Ministerium schlossen sich dem Kurierdienst an. Der Dienst wurde erweitert für Postbeutel nach Schlesien, Ostpreußen und Danzig.
Die Popularität des Courier Service stieg ständig an, das Berliner Amt wurde zum Umschlagplatz für den Nachrichtendienst des Auswärtigen Amtes und anderer Kurierdienste von und zu den Legationen und Botschaften in allen Teile Osteuropas, bis nach Riga, Moskau und Budapest. Bis 1922 hatte dieser „Königliche Nachrichtendienst“ mehr als 50.000 versiegelte Beutel mit mehreren Tausend Brief-Paketen von London und Paris in alle Teile Mittel- und Osteuropas befördert. Es ist nachweislich nie eine Sendung im Bereich des Army Postal Service verloren gegangen.
Erfahrungen aus diesem Courier Service führten zum heutigen System des Post- und Kurier-Dienstes der Britischen Feldpost.

### Bahnpost (T.P.O.)
Beim Einmarsch der Besatzungstruppen in Köln war die schnelle Postversorgung ein sehr ernsthaftes Problem. Die Eisenbahnen in Nordfrankreich und Belgien waren weitestgehend zerstört und für den Transport über die Straße war Transportraum nur schwer zu beschaffen. Ab Januar 1919 war eine Bahnpost von Boulogne-sur-Mer nach Köln möglich. Die Wagen entlieh man von der „British Midland Railway“ Gesellschaft. Ende 1919 waren die Straßen wieder soweit in Ordnung, dass die Postversorgung wieder über die Straße erfolgen konnte.
Bei der Bahnpost wurden in der Zeit zwischen dem 21. März und 4. April 1919 Zweikreisstempel eingeführt. Der Text „B.E.F.“ (British Expeditionary Force) stand oben, getrennt durch zwei dunkle Flächen von „MAIN LINE T.P.O. DOWN“ oder „MAIN LINE T.P.O. UP“ unten zwischen den Kreisen. In der Mitte waren Datum und Unterscheidungsbuchstabe. Es gab insgesamt 10 Stempel für „UP“ and „DOWN“, je einer für jedes T.P.O Team. Das Bahnpostamt (Railhead) in Köln verwendete unterschiedliche Stempel (G.R.), mit denen offensichtlich nur Einschreibbriefe gestempelt wurden.

### Luftpost
Das am 27. Februar 1912 in Eastchurch, Essex, gegründeten „Royal Flying Corps“ flog von März bis November 1917 zwischen England und Frankreich. In dieser Zeit wurde aus dem „RFC“ die „RAF“, die „Royal Air Force“. Während des Krieges wurden erste Versuche zur Postbeförderung mit Flugzeugen zwischen Boulogne und, nach dem Krieg, bis Köln geflogen. Seit dem März 1919 flog man dann von England direkt ab Hawking bei Folkestone nach Köln. Die Flugzeuge landeten gewöhnlich in Frankreich, in Saint-Omer, einem wichtigen Umschlagplatz für Postsendungen während des Krieges. Von einem geregelten Luftpostverkehr kann natürlich noch nicht gesprochen werden.